# Franz Gerstner (Politiker, 1925)
Franz Gerstner (* 13. Mai 1925 in Obermarchtal; † 16. Februar 2013 in Würzburg) war ein deutscher Politiker (CSU) und Verwaltungsjurist.

## Leben
Gerstner wurde 1925 in Obermarchtal (Baden-Württemberg) geboren. Er erlebte als junger Fallschirmjäger in der Normandie die Landung der Alliierten Streitkräfte. Nach dem Krieg studierte er Jura in Würzburg, wurde zum Dr. jur. utr. promoviert und war ab 1951 Geschäftsführer des Studentenwerks Würzburg und von 1971 bis 1989 der Würzburger Versorgungs- und Verkehrs-GmbH sowie der Würzburger Straßenbahn GmbH und der Würzburger Hafen GmbH. Zudem war er Vorstandsmitglied der Stadtwerke Würzburg AG. Im Stadtrat von Würzburg war er für die CSU von 1960 bis 1971 aktiv. Von 1966 bis 1994 gehörte er dem Bezirkstag von Unterfranken an und war von 1970 bis 1994 Bezirkstagspräsident. In Gerstners Amtszeit fielen unter anderem die Gemeindegebietsreform in Bayern sowie zahlreiche Neuerungen in der Psychiatrie. Er setzte sich auch für die Regionalpartnerschaft zwischen dem Département Calvados und Unterfranken ein. Gerstner wohnte im Würzburger Stadtteil Heuchelhof und starb am 16. Februar 2013.
Gerstner war Stifter des Dr.-Franz-Gerstner-Stipendiums und Mitglied der katholischen Studentenverbindungen KDStV Thuringia Würzburg und KDStV Markomannia Würzburg.

## Ehrungen und Auszeichnungen
- Ernennung zum Ehrenbürger der Universität Würzburg
- Kommunale Verdienstmedaille in Gold
- Europa-Medaille
- Unterfränkische Bezirksmedaille